# Клітка для диваків
«Клітка для диваків» (фр. La Cage aux folles) — комедійний фільм режисера Едуара Молінаро, екранізація Жана Пуаре (Jean Poiret).
Фільм став лауреатом премії «Золотий глобус» в категорії «Найкращий іноземний фільм» (1980) .

## Синопсис
У Сен-Тропе живуть два літніх гомосексуала, у одного з яких є син гетеросексуальної орієнтації. Він збирається одружуватися на дівчині з пристойної сім'ї, батько якої є одним з керівників партії морального порядку. Якщо її батьки дізнаються про сексуальну орієнтацію батька нареченого, станеться великий скандал.

## В ролях
| Актор            |   | Роль                 |
| ---------------- | - | -------------------- |
| Уго Тоньяцці     | • | Ренато Бальді        |
| Мішель Серро     | • | Альбен (Заза Наполі) |
| Клер Мор'є       | • | Сімон Деблон         |
| Ремі Лоран       | • | Лорен Бальді         |
| Кармен Скарпітта | • | Луїс Шарьє           |
| Бенні Люк        | • | Джакоб               |
| Луїза Манері     | • | Андреа Шарьє         |
| Мішель Галабрю   | • | Сімон Шарьє          |

## Знімальна група
- Автори сценарію:
  - Франсіс Вебер
  - Едуар Молінаро
  - Марчело Данонн
  - Жан Пуаре
- Режисер: Едуар Молінаро
- Композитор: Енніо Морріконе
- Оператор-постановник: Армандо Наннуцці
- Художник-постановник: Маріо Гарбулья
- Художник-постановник: Амбра Данон
- Продюсер: Марселло Данон

## Нагороди і номінації
| Рік  | Нагорода           | Категорія                       | Номінант                                                 | Результат |
| ---- | ------------------ | ------------------------------- | -------------------------------------------------------- | --------- |
| 1979 | Премія «Сезар»     | Найкращий актор                 | Мішель Серро                                             | Перемога  |
| 1979 | Давид ді Донателло | Найкращий іноземний актор       | Мішель Серро                                             | Номінація |
| 1980 | Премія «Оскар»     | Найкращий режисер               | Едуар Молінаро                                           | Номінація |
| 1980 | Премія «Оскар»     | Найкращий адаптований сценарій  | Франсіс Вебер, Едуар Молінаро, Марчело Данонн, Жан Пуаре | Номінація |
| 1980 | Премія «Оскар»     | Найкращий дизайн костюмів       | П'єро Тозі і Амбра Данон                                 | Номінація |
| 1980 | «Золотий глобус»   | Найкращий фільм іноземною мовою |                                                          | Перемога  |